# Syväjärvi (Jukkasjärvi socken, Lappland, 756903-175517)
Syväjärvi är en sjö i Kiruna kommun i Lappland och ingår i Torneälvens huvudavrinningsområde. Sjön har en area på 0,126 kvadratkilometer och ligger 397,4 meter över havet.

## Delavrinningsområde
Syväjärvi ingår i det delavrinningsområde (756651-175872) som SMHI kallar för Mynnar i Lainioälvens vattendragsyta. Medelhöjden är 402 meter över havet och ytan är 57,09 kvadratkilometer. Räknas de 4 avrinningsområdena uppströms in blir den ackumulerade arean 162,04 kvadratkilometer. Myllyjoki (Kuormakkajoki) som avvattnar avrinningsområdet har biflödesordning 3, vilket innebär att vattnet flödar genom totalt 3 vattendrag innan det når havet efter 355 kilometer. Avrinningsområdet består mestadels av skog (60 procent) och sankmarker (37 procent). Avrinningsområdet har 1,02 kvadratkilometer vattenytor vilket ger det en sjöprocent på 1,8 procent.